# Evert Linthorst
Evert Linthorst (Venlo, 3 marzo 2000) è un calciatore olandese, centrocampista del Go Ahead Eagles.

## Caratteristiche tecniche
È un centrocampista centrale.

## Carriera
Cresciuto nelle giovanili del VVV-Venlo, ha esordito in prima squadra il 19 aprile 2018 in occasione del match di Eredivisie perso 4-1 contro l'Ajax.

## Palmarès

### Club

#### Competizioni nazionali
- Coppa dei Paesi Bassi: 1

Go Ahead Eagles: 2024-2025